# Zaragoza flygplats
Aeropuerto de Zaragoza (Zaragoza flygplats) är en flygplats i Spanien.   Den ligger i provinsen Provincia de Zaragoza och regionen Aragonien, i den nordöstra delen av landet, 260 km nordost om huvudstaden Madrid. Zaragoza flygplats ligger 263 meter över havet.
Terrängen runt Zaragoza flygplats är platt åt nordost, men åt sydväst är den kuperad. Runt Zaragoza flygplats är det tätbefolkat, med 550 invånare per kvadratkilometer. Närmaste större samhälle är Zaragoza, 13,7 km öster om Zaragoza flygplats. 
Flygplatsen har två landningsbanor varav en mycket lång (3,7 km), och det går mycket fraktflyg på långdistans. Flygplatsen är inte så stor vad gäller antal passagerare (467 774, år 2019) och de flesta flighter är antingen inrikes till turistorter eller lågprisbolag inom Europa.
Flygplatsen byggdes som en NATO-flygbas 1954.